# Marvin Bakalorz
Marvin Bakalorz (* 13. září 1989, Offenbach am Main, NSR) je německý fotbalový záložník. V současnosti hraje v německém klubu SC Paderborn 07.